# ベントレー・Tシリーズ

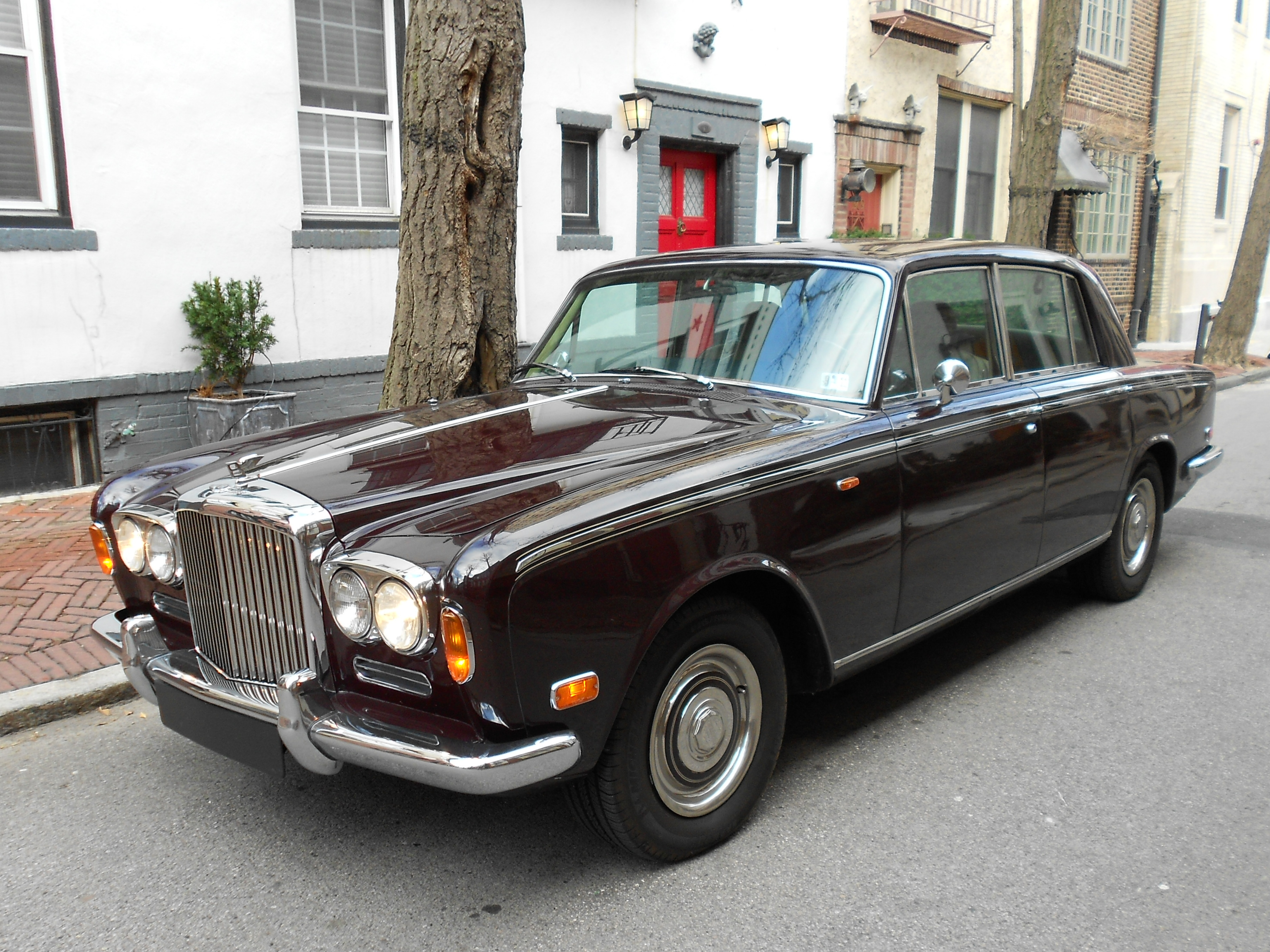
ベントレーT1の4ドアサルーン

Tシリーズはベントレーが1965年から1980年に製造した乗用自動車である。

## ベントレーT1
Sタイプの兄弟車であったロールス・ロイス・シルヴァークラウドが1965年にロールス・ロイス・シルヴァーシャドウにモデルチェンジしたのと並行し、ベントレーブランドはTシリーズに移行した。Sタイプまでロールス・ロイスブランドよりベントレーブランドの方が生産台数は多かったが、近代的なシャシを持つロールス・ロイス・シルヴァーシャドウが先進的なセダンとして生産24,000台を超える人気になったのに対し、Tシリーズはマイナーブランドとして細々とした生産に留まった。コーチビルドボディも設定されてはいたが、近代化されたボディのせいでコーチビルダーが工夫する余地は少なく、スタンダードボディに非常に似てしまい単に極めて高価であるだけになってしまったためほとんど注文は入らなかった。生産台数はショートホイールベースのサルーン1,703台、ロングホイールベースのサルーン9台。H・J・ミュリナー・パークウォード製2ドアサルーンが98台、ドロップヘッドクーペが41台。ジェームズ・ヤング製2ドアサルーンが15台。1968年にピニンファリーナが1台2ドアサルーンを製造したがこれは事実上クーペであり、後にロールス・ロイス・カマルグの原形になった。
1971年3月H・J・ミュリナー・パークウォード製の2ドアサルーンとドロップヘッドクーペは後にコーニッシュとして独立車種扱いとなった。

## ベントレーT2
1977年春に各部を改良してT2となった。
主な改良点は、パワーステアリングがローバー・3500と同様のバーマン製ラック・アンド・ピニオン式となったこと、それまで対米輸出用だったポリウレタン張り大型バンパーが標準化されその下にロールス・ロイス・カマルグで実効性が確認されたスポイラーがついたこと、室内デザインを全面的に変更したこと、ロールス・ロイス・カマルグと共通のエア・コンディショナーが標準装備されたことである。 
コーチビルドボディは製造されなかった。1980年に兄弟車ロールス・ロイス・シルヴァーシャドウのロールス・ロイス・シルヴァースピリットへのモデルチェンジに伴いミュルザンヌにモデルチェンジした。